# هارون توريس
هارون توريس (بالإنجليزية: Aaron Torres)‏ (26 أكتوبر 1978 - ) هو ملاكم أمريكي.

## وصلات خارجية
- هارون توريس على موقع بوكس ريك (الإنجليزية) (registration required)